# Маслово (Гультяєвська волость)
Маслово (рос. Маслово) — присілок в Пустошкинському районі Псковської області Російської Федерації.
Населення становить 46 осіб. Входить до складу муніципального утворення Гультяєвська волость.

## Історія
Від 2015 року входить до складу муніципального утворення Гультяєвська волость.

## Населення
| 2002 | 2010 |
| ---- | ---- |
| 48   | ↘46  |